# 埃默遜公園站
埃默逊公园站（英語：Emerson Park railway station）是伦敦地上铁罗姆福德至上敏斯特线的一座车站，位于英國伦敦黑弗靈區，属于第6收费区。

## 概況
儘管本站僅有1個站台，但卻擁有雨棚及无障碍通道，此外拥有自动售票机和蠔卡验证机和列车信息显示设备。並且本站的客流也在逐年快速增長。

## 歷史
1909年10月1日，本站開通，當時的車站名稱是埃默逊公园招呼站。之後車站改名為埃默逊公园及大内尔姆斯站，最后更改为现在名称。但车站站名更改时间，至今无详细记录。尽管车站改为现在名称，但东盎格利亚急行列车仍在2000年代末期提到：“欢迎来到埃默逊公园招呼站”。2015年5月，本站管理权移交至伦敦地上铁。

## 列車服務
每小時2班列車停靠本站，到达上敏斯特站需要5分钟，到达罗姆福德站需要4分钟。本站在週一至週六的服務時間為清晨6:15至晚間10:00。週日的服務時間為上午8:45至晚間8:00。
以下是本車站每年乘車人數情況：

| 年度    | 上下車人數 (% 與上一年對比) |
| ------- | --------------------------- |
| 2004/05 | 31,677                      |
| 2005/06 | 31,523(-0.49%)              |
| 2006/07 | 46,455(32.14%)              |
| 2007/08 | 66,647(30.30%)              |
| 2008/09 | 58,602(-13.73%)             |
| 2009/10 | 71,116(17.60%)              |
| 2010/11 | 82,148(13.43%)              |
| 2011/12 | 94,746(15.34%)              |
| 2012/13 | 113,904(20.22%)             |
| 2013/14 | 127,298(11.76%)             |
| 2014/15 | 156,484(22.93%)             |
| 2015/16 | 259,490(65.86%)             |